# Bosque de Volpelleres

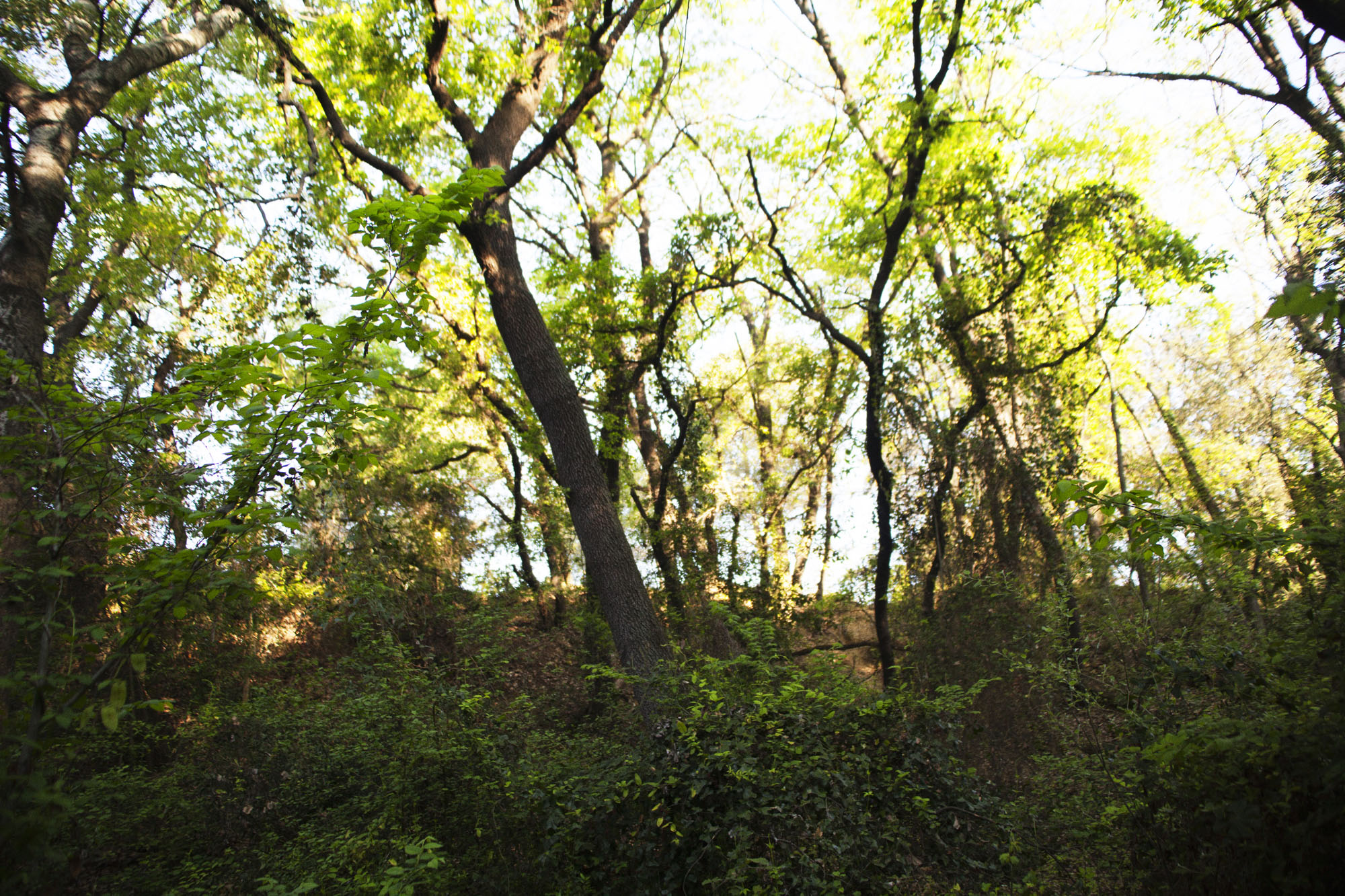
Bosque de Volpelleres

El bosque de Volpelleres es un bosque mediterráneo centenario de una extensión aproximada de 15 ha. que se encuentra en los entornos de los barrios de Coll Favà, Sant Domenec y Volpelleres de San Cugat del Vallés, provincia de Barcelona, Cataluña.
Se trata de un hábitat de interés comunitario además de un bosque singular según un estudio realizado por la Área Metropolitana de Barcelona en colaboración con CREAF (Centre de Recerca Ecològica i Aplicacions Forestals).

## Geografía
El bosque de Volpelleres es un pequeño bosque con características muy similares a las del vecino parque natural de Collserola. Se sitúa alrededor del torrente del mismo nombre que antiguamente proveía de agua al Monasterio de San Cugat mediante la Mina dels Monjos. En el corazón del bosque, en las proximidades del torrente de Volpelleres se concentra la vegetación de ribera, de gran valor ecológico. Con el tiempo se ha incorporado al conjunto arbóreo original las tierras anteriormente ocupadas por cultivos, que en la actualidad presentan una vegetación formada principalmente por pinos.
El bosque se encuentra delimitado por dos viales en su zona noroeste: la avenida de la Via Augusta, situada al norte, y la calle Alfonso de Aragón al oeste, donde se encuentran las actuales entradas al recinto. Al sur del bosque se encuentra la línea ferroviaria de Cercanías de Renfe R8 (Granollers – Martorell), que discurre paralela a la Ronda Norte de Sant Cugat. El límite este corresponde topográficamente con el cauce del torrente de Volpelleres, al otro lado del cual se encuentran el CEIP Pins del Vallès y el Centro de Alto Rendimiento Deportivo de Cataluña.

## Vegetación
La porción de vegetación situada en el cauce del torrente y a su alrededor ha conservado las características originales del bosque de ribera, se trata de un bosque bien constituido formado por encinas (Quercus rotundifolia, Quercus ilex), robles (Quercus petraea, Quercus pubescens, Quercus cerrioides), pino carrasco (Pinus halepensis), olmos (Ulmus minor) y álamos (Populus alba, Populus nigra) principalmente. 
En el sotobosque encontramos sanguiñuela (Cornus sanguinea), vidarria (Clematis flammula), aligustre (Ligustrum vulgare), zarzaparrilla (Smilax aspera), emborrachacabras (Coriaria myrtifolia), durillo (Viburnum tinus), así como musgo (Hypnum cupressiforme), cola de caballo (Equisetum telmateia), hiedra (Hedera helix), espárrago de lobo (Orobanche hederae) y espadaña (Carex pendula) entre otras.
La zona más joven y seca consiste en un pinar de pino carrasco con ejemplares de robles, encinas y algún pino piñonero (Pinus pinea) que presenta un sotobosque con especies arbustivas típicas como aladierno (Rhamnus alaternus), carrasca (Quercus coccifera), lentisco (Pistacia lentiscus), rubia (Rubia peregrina), rusco (Ruscus aculeatus), espárrago salvaje (Asparagus acutifolius), laurel (Laurus nobilis), musgo de estrellas y torvisco (Daphne gnidium) entre otras.
Finalmente, en las zonas más abiertas, pero no por ello menos importantes, se pueden encontrar espino blanco, (Crataegus monogyna), romero (Salvia rosmarinus), retama de olor (Spartium junceum), zarzamora (Rubus ulmifolius), gatosa (Ulex parviflorus), jara blanca (Cistus albidus), cardos (Silybum marianum, Galactites elegans, Echinops ritro, Cirsium vulgare), Hinojo (Foeniculum vulgare), orégano (Origanum vulgare), rosal silvestre (Rosa canina), saúco negro (Sambucus nigra), almez del mediterráneo (Celtis australis) entre otros.
Hererencia de su pasado agrícola son algunos ejemplares puntuales de árboles frutales como olivos, almendros e higueras.

## Fauna
La variedad de ambientes (bosque mediterráneo, de ribera, pinar y zonas abiertas) propicia el hecho de que la población animal sea diversa y abundante. Mediante cámaras de fototrampeo se han podido observar la presencia de los mamíferos nocturnos del parque: el zorro, la geneta, el jabalí y el tejón. Lo habitan también otras especies de bosque mediterráneas como la ardilla roja, el conejo, el sapo partero común, la culebra de escalera y numerosas especies de pájaros como abubillas, arrendajos, pico picapinos, ruiseñor común, herrerillo capuchino, carbonero garrapinos, carbonero común, herrerillo común, petirrojos y mirlos entre muchos otros.

## Historia y ocupación humana
La huella humana es evidente en el entorno del bosque, tanto por la modificación del paisaje, como por la presencia de construcciones tanto modernas como antiguas que se encuentran en él.
Por debajo del bosque, en paralelo al torrente transcurre la Mina dels Monjos que antiguamente proveía de agua al Monasterio de Sant Cugat a través del Puente de Can Vernet. Se trata de un elemento de interés cultural la ciudad.
Las fotografías aéreas de mediados del siglo XX muestran cómo el bosque, rodeado de campos de cultivo, estaba reducido a la zona adyacente al torrente hasta finales de los años 70, cuando se observa la proliferación de pinos en los terrenos anteriormente usados para cultivos.
En 1706 se construyó la masía que le da el nombre al bosque, la Masía de Can Vulpalleres que se derribó en 1973.
En 1975 entró en funcionamiento la segunda escuela de Sant Cugat, que hoy conocemos como Pins del Vallès.
En 1987 se inauguró el CAR y en 1988 Empezó a funcionar su propio instituto, el INS Centre d'Alt Rendiment Esportiu.
En 2002 se aprobaba la modificación urbanística del barrio de Volpelleres a pesar de las reivindicaciones ecologistas.
En 2007 se realizó una modificación puntual del PGM para cumplir con una sentencia del TSJC contra la modificación del PGM del 2002 y para garantizar “la preservación de la calidad ambiental del bosque de Volpelleres; la garantía de máxima protección de los árboles existentes en la zona, especialmente
los robles, encinas y pinos ejemplares”.
En enero de 2010 se inauguró en pleno bosque un circuito de cros de 1.500 m. diseñado por técnicos del Centro de Alto Rendimiento.
En 2011 se realizó una ampliación del CAR para acoger un nuevo módulo deportivo.
En abril de 2017 se empezó a construir el instituto Leonardo da Vinci no sin la oposición de un grupo de santcugatenses por ubicarse en el entorno del bosque de Volpelleres.
En junio del mismo año se aprueba en el Pleno una moción institucional sobre la protección del Bosque de Volpelleres.
En agosto de 2019 se pavimentó el camino del bosque que constituía el circuito de cros y se construyó una “caseta de mantenimiento”. Desde entonces los servicios de parques y jardines soplan las hojas del camino del bosque periódicamente.
La escuela La Mirada, que desde 2016 imparte las clases en módulos en el barrio de Volpelleres, estaba previsto que se construyera dentro del entorno del bosque, en un terreno baldío adyacente al Instituto Leonardo da Vinci. En 2020 se anunció la nueva ubicación para la escuela La Mirada, unos metros más al norte, en la zona boscosa. Esto provoció la manifestación en el pleno de Extinction Rebellion. y la formación de la plataforma SOS Bosc que junto con ADENC trabajan para evitar que la escuela se construya en el bosque.
En enero de 2021 La Oficina Territorial d’Acció i Avaluació Ambiental emite un informe desfavorable al emplazamiento de la Mirada.
En noviembre de 2022 se paralizan los trabajos que habían empezado en el bosque para empezar la construcción de la escuela. El Juzgado Contencioso de Barcelona aceptó las medidas cautelares para uno de los recursos presentados por los colectivos ecologistas.